# Socialismo para os ricos e capitalismo para os pobres
O socialismo para os ricos e o capitalismo para os pobres é um argumento político-econômico clássico, afirmando que nas sociedades capitalistas avançadas as políticas estatais asseguram que mais recursos fluam para os ricos do que para os pobres, por exemplo, na forma de transferências. O termo bem-estar corporativo é amplamente usado para descrever a concessão de tratamento favorável a determinadas corporações pelo governo. Uma das formas mais comumente levantadas de crítica são as declarações de que a economia política capitalista em direção às grandes corporações permite que elas "privatizem os lucros e socializem as perdas". As vezes o neokeynesianismo é descrito desta maneira.

## Usos
A frase pode ter sido popularizada pelo livro de 1962 de Michael Harrington, The Other America. em que Harrington citou Charles Abrams, autoridade bem conhecida em habitação.
Andrew Young foi citado por chamar o sistema dos Estados Unidos de "socialismo para os ricos e livre iniciativa para os pobres", e Martin Luther King Jr. freqüentemente usava essa expressão em seus discursos. Bernie Sanders, Joe Biden e Joseph Stiglitz aplicam também este conceito para os Estados Unidos. Economistas na academia concordam amplamente que capitalismo sem falência não é capitalismo e sim socialismo para os ricos.
Economistas descrevem a reforma da previdência como tendo um caráter de capitalismo de Estado também. Desde pelo menos 1969, Gore Vidal usou a expressão “livre iniciativa para os pobres e o socialismo para os ricos” para descrever as políticas econômicas dos EUA, and he used it from the 1980s in his critiques of Reagonomics.
No inverno de 2006/2007, em resposta às críticas sobre as importações de petróleo da Venezuela, sob a liderança de Hugo Chávez, o fundador e presidente da Citizens Energy Corporation, Joseph P. Kennedy II, reagiu com uma crítica ao sistema americano que ele caracterizou. como “uma espécie de socialismo para a empresa rica e livre para os pobres que deixa os mais vulneráveis no frio”. Também Robert F. Kennedy, Jr. tornou-se conhecido por expressar para grandes audiências que os Estados Unidos são agora uma terra de “socialismo para o capitalismo rico e brutal para os pobres”.
O economista Dean Baker expressou pontos de vista semelhantes em seu livro The Conservative Nanny State: Como os ricos usam o governo para se manterem ricos e mais ricos, nos quais destacou várias áreas políticas nas quais a intervenção do governo é essencial para preservar e aumentar a riqueza nas mãos de alguns. O linguista Noam Chomsky criticou a maneira pela qual os princípios do livre mercado foram aplicados. Ele argumentou que os ricos usam a retórica de livre mercado para justificar a imposição de maior risco econômico às classes mais baixas, enquanto se isolam dos rigores do mercado pelas vantagens políticas e econômicas que tais riquezas proporcionam. Ele observou que "o livre mercado é o socialismo para os ricos - mercados [livres] para os pobres e proteção do Estado para os ricos". Ele afirmou que os ricos e poderosos "querem ser capazes de administrar o estado de babá" para que "quando eles estiverem com problemas o contribuinte os resgate", citando como "grande demais para fracassar" como exemplo.
Argumentos ao longo de uma linha semelhante foram levantados em conexão com a turbulência financeira em 2008. No que diz respeito à aquisição federal da Fannie Mae e Freddie Mac, Ron Blackwell, economista-chefe da AFL-CIO, usou a expressão “Socialismo para os ricos e capitalismo para os pobres ”para caracterizar o sistema. Em setembro de 2008, o senador americano de Vermont, o socialista democrata Bernie Sanders, disse sobre o resgate do sistema financeiro dos EUA: “Este é o exemplo mais extremo que me lembro do socialismo para os ricos e livres para os pobres”. No mesmo mês, o economista Nouriel Roubini declarou: “É patético que o Congresso não tenha consultado nenhum dos muitos economistas profissionais que apresentaram […] planos alternativos que eram mais justos e eficientes e formas menos custosas de resolver essa crise. Este é novamente um caso de privatização dos ganhos e socialização das perdas; um socorro e socialismo para os ricos, os bem conectados e Wall Street ”. O ex-secretário do Trabalho dos EUA Robert Reich adaptou esta frase no The Daily Show em 16 de outubro de 2008: "O socialismo para os ricos e o capitalismo para todos os outros".
O jornalista John Pilger incluiu a frase em seu discurso aceitando o prêmio de direitos humanos da Austrália, o Prêmio da Paz de Sydney, em 5 de novembro de 2009: "A democracia se tornou um plano de negócios, com uma base para toda atividade humana, todo sonho, toda decência, toda esperança. Os principais partidos parlamentares são agora dedicados às mesmas políticas econômicas - socialismo para os ricos, capitalismo para os pobres - e a mesma política externa de servilismo à guerra interminável. Isso não é democracia. É para a política o que o McDonald's é para a alimentação." O senador norte-americano Bernie Sanders referenciou a frase durante seu discurso de oito horas e meia no plenário do Senado em 10 de dezembro de 2010 contra a continuação dos cortes de impostos da era Bush, ao falar sobre o resgate federal de grandes instituições financeiras em um época em que as pequenas empresas estavam sendo negadas empréstimos.